# Linda Vista, San Andrés Teotilálpam
Linda Vista är en ort i Mexiko.   Den ligger i kommunen San Andrés Teotilálpam och delstaten Oaxaca, i den sydöstra delen av landet, 300 km sydost om huvudstaden Mexico City. Linda Vista ligger 2 003 meter över havet och antalet invånare är 223.
Terrängen runt Linda Vista är bergig åt nordväst, men åt sydost är den kuperad. Linda Vista ligger uppe på en höjd. Runt Linda Vista är det ganska tätbefolkat, med 56 invånare per kvadratkilometer. Närmaste större samhälle är San Bartolomé Ayautla, 7,9 km norr om Linda Vista. I omgivningarna runt Linda Vista växer i huvudsak städsegrön lövskog.